# Ува (селище)
Ува́ (рос. Ува) — селище, адміністративний центр Увинського району Удмуртії, Росія.

## Населення
Населення — 19984 особи (2010; 19358 в 2002).

## Історія
1923 року на місце сучасного селища прийшли лісозаготівельники із сусідніх населених пунктів Ува-Тукля, Рябово, Кільцем та Пекшур. Через рік тут з'явилась контора лісопункту, яка і дала початок майбутньому селищу. 1927 року воно стало кінцевим пунктом Увинсько-Узгинської вузькоколійної залізниці, яка у 1940-их роках була «перешита» на широку залізницю Іжевськ-Кільмезь. 10 липня 1938 року поселення отримало статус селища міського типу, але 2012 року знову втратило його. До селища було приєднано також присілок Руська Тукля. 2003 року у селищі була збудована перша церква апостолів Петра й Павла.
2015 року до селища було приєднано сусідній присілок Удмуртська Тукля.

## Урбаноніми[5]
- вулиці — 40 років Перемоги, 70 років Уви, 70 років Удмуртії, 8 Березня, Авангардна, Азіна, Берегова, Березова, Братська, Весняна, Вишнева, Вільхова, Гагаріна, Геологів, Герцена, Гоголя, Деповська, Джерельна, Дружби, Енгельса, Енергетиків, Ентузіастів, Залізнична, Заводська, Заріка, Зелена, Зимова, імені Фіоніна, Інтернаціональна, Карла Маркса, Калініна, Кам'янська, Квіткова, Кірова, Ключева, Комунальна, Комсомольська, Корольова, Кржижановського, Крупської, Курортна, Курчатова, Леніна, Лермонтова, Лісова, Літня, Ломоносова, Лучна, Ляміна, Максима Горького, Малинова, Маршала, Жукова, Меліораторів, Механізаторів, Миру, Мічуріна, Млинцева, Молодіжна, Московська, Набережна, Нагірна, Некрасова, Нилгинська, Озерна, Олімпійська, Орджонікідзе, Осіння, Павлова, Паркова, Пастухова, Перемоги, Першотравнева, Південна, Північна, Підлісна, Післегіна, Пісочна, Польова, Полярна, Праці, Пролетарська, Пушкіна, Радянська, Різдвяна, Садова, Свердлова, Свободи, Селтинська, Сибірська, Слов'янська, Сніжна, Солов'їна, Сонячна, Соснова, Спортивна, Станційна, Степова, Студентська, Сухомлинського, Сюмсинська, Сунична, Титова, Толстого, Тополина, Травнева, Трактова, Увинська, Удмуртська, Уральська, Фруктова, Фрунзе, Фурманова, Чайковського, Чапаєва, Червона, Червоноармійська, Чехова, Чкалова, Шевченка, Шкільна, Шолохова, Ювілейна, Ярославська
- провулки — Автотранспортний, Азіна, Будівельний, Жовтневий, Зарічний, Західний, Кленовий, Комсомольський, Лісовий, Маршала Жукова, Набережний, Новий, Південний, Піонерський, Робочий, Ставковий, Степовий, Східна, Чкалова, Шкільний

## Відомі люди
У селищі народився Щуклін Дель Григорович — заслужений тренер РРФСР з волейболу.